# Шаркан
Шарка́н — село в Удмуртии. Административный центр Шарканского района.

## История
Впервые упоминается в переписи 1678 года как «починок вновь росчистной Шаркан». В последующих переписях поселение фигурирует также под названием Лонлес-Докья.
В 2019 году в центре села был раскопан Шарканский могильник рубежа XVIII—XIX вв., в котором обнаружены 42 погребения с останками 68 человек. Погребальный обряд совмещал христианские (нательные крестики) и языческие (сопроводительный инвентарь) элементы. Средний возраст погребённых — 40 лет, антропологический тип близок южным удмуртам.
В 1838 году, после постройки церкви в честь св. апостолов Петра и Павла, Шаркан был преобразован в село. В 1849 году в Шаркане основан чугунолитейный завод промышленника М. И. Родыгина. В конце XIX века Шаркан становится довольно крупным торговым центром. Торговля велась главным образом хлебом, одной из самых известных купеческих семей были Зоновы. По данным десятой ревизии в 1859 году в 57 дворах казённого села Шаркан Сарапульского уезда Вятской губернии проживал 541 человек, в селе имелось сельское училище, земская станция, мельница.
В 1885 году в ходе своей этнографической экспедиции в Шаркане побывал венгерский академик Бернат Мункачи, здесь он встречался с Г. Е. Верещагиным, который в то время был учителем в шарканской земской школе.
В селе находилась женская монашеская община, получившая в 1918 году статус монастыря. В обители находилась почитаемый список иконы Божией Матери «Скоропослушница», привезённый с Афона.
В 1905 году рабочие шарканского чугунолитейного завода участвовали в стачечном движении.
4 февраля 1918 года в Шаркане был организован Волостной Совет крестьянских депутатов, его председателем стал В. П. Вотинцев.
Во время Ижевско-Воткинского восстания Шаркан был занят повстанцами 20 августа 1918 года, были расстреляны и арестованы местные большевики, при этом многие жители села (включая бывших офицеров) поддержали восстание, а впоследствии присоединились к армии Колчака. До ноября 1918 в окрестностях Шаркана шли бои, ввиду важности этого направления для обороны восставшего Воткинска, здесь был образован Шарканский фронт. Сам Шаркан был взят Красной Армией 7 октября 1918.
18 декабря 1918 в Шаркане возникла первая партийная организация ВКП(б).
После революции село было включено во вновь образованную Вотскую АО, а в 1929 году стало центром Шарканского района. В 1921 возобновил работу чугунолитейный завод. В 30-е годы в Шаркане появились центральная районная больница и средняя школа, начала работать библиотека. В 1939 году была закрыта церковь Петра и Павла (в 50-х годах здание разрушено).
С началом Великой Отечественной войны Шаркан принял 188 детей, эвакуированных из Литовского пионерского лагеря. Шарканцы участвовали в строительстве аэродрома в Ижевске и военных заводов в Глазове. После Великой Отечественной войны на месте чугунолитейного завода, не имевшего перспектив к развитию по причине удалённости от железных дорог, открылась швейная фабрика.
В 1991 году в Шаркане была воссоздана православная община, а после 2000 года открыта вновь построенная церковь св. апостолов Петра и Павла.

## Население
| 1959  | 1970  | 1979  | 1989  | 2002  | 2010  | 2012  |
| ----- | ----- | ----- | ----- | ----- | ----- | ----- |
| 3100  | ↗4283 | ↗5762 | ↗6532 | ↗6596 | ↗6614 | ↘6523 |
| 2021  |       |       |       |       |       |       |
| ↗7417 |       |       |       |       |       |       |

## Экономика
- ЗАО «Шаркан-трикотаж»
- ООО «Шарканский льнозавод»
- ООО «РСУ-сервис»
- ЗАО «Шарканский РТП»
- ЗАО «АГРОХИМ»

## Транспорт
Автобусные маршруты:
- 303 Шаркан — Воткинск
- 510 Шаркан — Воткинск — Ижевск
- 303 Дебёсы — Шаркан — Воткинск

## Объекты социальной сферы
- Шарканская средняя школа (обучаются более 1000 учеников)
- Центр образования

## Культура
- Районный Дом культуры,
- Районная библиотека
- Историко-краеведческий музей
- Дом ремёсел
- Дом детского творчества
- Стадион «Родник»
- МБУ ДОД СДЮСШОР «Олимпиец»
- Усадьба удмуртского деда мороза «ТОЛ БАБАЙ»

В Шаркане имеется типография. Издаётся газета «Вестник».

## Улицы
| - улица Подгорная - улица Мирная - улица Верещагина - улица 60 лет Октября - улица 8 марта - улица 8 марта - улица Авангардная - улица Азина - улица Балобанова - улица Вишнёвая - улица Вукотловская - улица Заводская - улица Заречная - улица Зелёная - улица Калинина - улица Колхозная - улица Коммунальная - улица Красная - улица Крестьянская - улица Куйбышева - улица Лазурная - улица Весенняя | - улица Ленина - улица Лесная - улица Луговая - улица Механизаторов - улица Мира - улица Мирная - улица Мичурина - улица Новая - улица Партизанская - улица Первомайская - улица Песочная - улица Пионерская - улица Победы - улица Подлесная - улица Полевая - улица Пролетарская - улица Прудовая - улица Пушкинская - улица Рябиновая - улица Садовая | - улица Светлая - улица Свободы - улица Северная - улица Советская - улица Солнечная - улица Спорта - улица Степанова - улица Союзная - улица Степная - улица Строителей - улица Труда - улица Удмуртская - улица Уральская - улица Цветочная - улица Чапаева - улица Школьная - улица Энтузиастов - улица Юбилейная - улица Южная |

## Персоналии
- В селе Шаркан родился Яшин, Пётр Михайлович (1913—1992), директор издательства «Удмуртия», участник ВОВ.
- В селе Шаркан в конце двадцатых годов работал директором школы (ШКМ) выдающийся удмуртский писатель Григорий Медведев, автор романа-трилогии «Лозинское поле».
- В Шаркане родилась серебряный призёр Олимпийских игр по биатлону 1998 года — Елена Петрова.
- В селе родился серебряный призёр Олимпийских Игр в Сочи 2014, чемпион мира в Фалуне 2015 — Максим Вылегжанин.

## Интересные факты
В Шаркане с 2003 года находится резиденция Тол Бабая (удмуртского Деда Мороза).